# ヒトラー 〜最期の12日間〜
『ヒトラー 〜最期の12日間〜』（ヒトラー さいごのじゅうににちかん、原題：Der Untergang、英題：Downfall）は、2004年公開のドイツ、オーストリア、イタリア共同制作による戦争映画。監督はオリヴァー・ヒルシュビーゲル、出演はブルーノ・ガンツとアレクサンドラ・マリア・ララなど。原題はドイツ語で「滅亡」「破滅」の意。
1945年4月のベルリン市街戦を背景に、ドイツ第三帝国総統アドルフ・ヒトラーの総統地下壕における最期の日々を描く。混乱の中で国防軍の軍人やSS(親衛隊)の隊員が迎える終末や、宣伝相ヨーゼフ・ゲッベルス一家の悲劇、老若男女を問わず戦火に巻き込まれるベルリン市民の姿にも焦点が置かれている。
ヨアヒム・フェストによる同名の研究書、およびヒトラーの個人秘書官を務めたトラウドゥル・ユンゲの証言と回想録『私はヒトラーの秘書だった』が本作の土台となった。撮影はベルリン、ミュンヘンおよび当時のベルリンに近い雰囲気を持つロシアのサンクトペテルブルクで行われた。

## ストーリー
本編に入る前に、主人公格の1人であるトラウドゥル・ユンゲの「若い頃の自分を諌めたい。何も知らなかったから許されるということはないのだから」という回想の語りが入り、1942年に遡って物語が始まる。
1942年11月、ナチ党結成の地ミュンヘン出身のトラウドゥル・フンプス（ユンゲは結婚後の姓）は、東プロイセンのラステンブルクにある総統大本営ヴォルフスシャンツェ（狼の巣）を訪れ、ドイツ総統アドルフ・ヒトラーの秘書採用試験を受ける。ヒトラーはトラウドゥルがミュンヘン出身だと知って彼女に興味を持ち、秘書として採用する。
1945年4月20日、トラウドゥルはヒトラー総統の愛人エヴァ・ブラウンや先輩秘書官のゲルダ・クリスティアンたち総統地下壕の同僚と共に、ヒトラーの誕生日の準備を進めていた。ソ連軍は既にベルリン近郊に迫っており、ドイツの敗北は時間の問題となっていた。各地からナチスの高官たちが集まっての誕生祝賀パーティーが開催され、国家元帥ゲーリングやSS長官ヒムラーなどの最高幹部たちは口々にベルリン脱出をヒトラーに進言するが、ヒトラーは頑なにベルリン脱出を拒否した。ヒトラーは高官たちに各地の防衛指揮を任せ、祝賀パーティーは終了した。
4月22日、地下壕ではソ連軍に対処するための作戦会議が開かれる。ヒトラーはベルリン周辺に駐屯するシュタイナー軍集団や第12軍に攻撃を命令するが、ヨードルやブルクドルフら将軍たちから「兵力不足により攻撃不可能」との指摘を受けて激怒し、「軍は常に私の邪魔をしてきた」、「将軍とは名ばかりで、用兵はまるでなっていない」、「ドイツ国民に対する裏切りだ」と将軍たちを罵倒した末に、「もはやこの戦争には勝てない。だが私はベルリンから離れる気はない。離れるくらいなら自殺する」と宣言して会議を終了させる。ヒトラーはトラウドゥルたちに地下壕から退避するように指示するが、彼女たちは退避を拒み地下壕に残った。
4月23日、「ゲーリングが総統権限の委譲を要求する電報を出した」という報告をボルマンから受け取ったヒトラーはゲーリングの全権限剥奪と逮捕を命令した。高官から裏切り者が出たと地下壕に動揺が広がる中、軍需相でヒトラーの友人でもあるアルベルト・シュペーアが地下壕を訪れ、ヒトラーと退去の挨拶を交わす。シュペーアはヒトラーから受けていたインフラ設備の破壊命令を無視していたことを告白してヒトラーと別れ、地下壕を後にする。
4月26日、空路でソ連軍の包囲網を突破したグライム上級大将と空軍パイロットのハンナ・ライチュが地下壕に到着し、感激したヒトラーはグライムをゲーリングの後任の空軍総司令官及び空軍元帥に任命する。グライム元帥やゲッベルス、エヴァ、トラウドゥルたちと食事をとるヒトラーの元に、ヒムラーが連合軍と和平交渉を行っているという報告が入る。「忠臣ハインリヒ」と呼んで信頼していたヒムラーの裏切りにヒトラーは激怒し、ヒムラーの逮捕と地下壕にいるヒムラーの代理人であるフェーゲラインSS中将の逮捕を命令する。ヒトラーはグライムに前線指揮を命令し、エヴァとマクダはそれぞれ妹のグレートルと息子のハラルトに宛てた手紙をライチュ飛行士に託す。
グライムとライチュが地下壕を退去した後、トラウドゥルはヒトラーに呼び出されて遺書のタイプを依頼される。トラウドゥルは自室で遺書のタイプをするが、そこにゲッベルスが現れ「総統と共に死ぬ」と告げ、自らの遺書のタイプも依頼する。同じ頃、愛人宅で泥酔していたフェーゲラインは逮捕され、義姉であるエヴァが助命を嘆願するが、ヒトラーはフェーゲラインを処刑させる。
4月29日未明、ヒトラーはエヴァと結婚式を挙げ、ささやかな祝宴を開く。トラウドゥルたちから祝福を受けたヒトラーは、市街地で負傷者の治療に当たっていた軍医のシェンクとハーゼ教授を呼び出し、自殺方法について相談する。一方、カイテルから「救援軍を送るのは不可能」との報告が齎されるとヒトラーは副官のギュンシェに自殺後の遺体の焼却を命じる。
4月30日、ヒトラーは地下壕に残った人々と別れの挨拶を交わし、自殺するためにエヴァと共に居室に入る。トラウドゥルは気を紛らわせるため、ゲッベルスの子供たちと食事をしていたが、その最中に銃声が響き渡り、ヒトラー夫妻の死を知る。ヒトラー夫妻の遺体はゲッベルスたちによって地上に運び出され、焼却される。
5月1日、参謀総長クレープス大将はソ連軍のチュイコフ上級大将と停戦交渉を行い、ヒトラーの死を伝えるとともに一時的な停戦を申し入れるが、「無条件降伏以外は認められない」と返答され、交渉は失敗に終わる。地下壕の人々はベルリン脱出の準備を進めるが、絶望して自殺する者もいた。ゲッベルス夫妻は子供たちを毒殺した後、自分たちも拳銃で自殺する。トラウドゥルは官庁街防衛司令官・モーンケ少将の率いる第一陣と共に地下壕を脱出し、脱出する人々を見送ったクレープスとブルクドルフは共に拳銃自殺を遂げる。モーンケたちは敗残部隊と合流するが、ソ連軍に包囲されて降伏する。一方、トラウドゥルはシェンクやゲルダに勧められて包囲網を脱出し、無事に逃げ延びる。
5月8日、フレンスブルクに遷都したドイツ政府は連合国に対して無条件降伏し、ドイツは終戦を迎えた。最後にトラウドゥル・ユンゲ本人のインタビュー映像が流れ、映画当時の時代を総括し、映画は幕を閉じる。

## キャスト
括弧内は日本語吹き替え。
- アドルフ・ヒトラー（総統） - ブルーノ・ガンツ（大塚周夫）
- トラウドゥル・ユンゲ（総統個人秘書官） - アレクサンドラ・マリア・ララ（安藤麻吹）
- エヴァ・ブラウン（ヒトラーの愛人） - ユリアーネ・ケーラー（増子倭文江）
- ヘルマン・フェーゲライン（親衛隊中将、エヴァの義弟） - トーマス・クレッチマン（木下浩之）
- ヨーゼフ・ゲッベルス（宣伝相） - ウルリッヒ・マテス（水野龍司）
- マクダ・ゲッベルス（ゲッベルス夫人） - コリンナ・ハルフォーフ（寺内よりえ）
- アルベルト・シュペーア（軍需大臣） - ハイノ・フェルヒ（加門良）
- エルンスト＝ギュンター・シェンク（親衛隊中佐、軍医） - クリスチャン・ベルケル（土師孝也）

親衛隊
- ハインリヒ・ヒムラー（親衛隊長官） - ウルリッヒ・ネーテン（大川透）
- エルンスト＝ロベルト・グラヴィッツ（親衛隊大将、ドイツ赤十字副総裁） - クリスチャン・ヘーニング（古川伴睦）
- ヴィルヘルム・モーンケ（親衛隊少将、官庁街防衛司令官） - アンドレ・ヘンニッケ（田中正彦）
- ヴァルター・ヘーヴェル（外交官、親衛隊名誉少将） - アレクサンダー・ヘルト（渡辺英雄）
- ルートヴィヒ・シュトゥンプフェッガー（親衛隊中佐、ヒトラーの侍医） - トルステン・クローン（木下浩之）
- ヴェルナー・ハーゼ（親衛隊中佐、ヒトラーの侍医） - マティアス・ハビッヒ（関口篤）
- ペーター・ヘーグル（親衛隊中佐、RSD刑事部長） - イゴール・ロマノフ（大川透）
- ハインツ・リンゲ（親衛隊中佐、ヒトラーの侍従武官） - トーマス・リムピンゼル（樋渡宏嗣）
- エーリヒ・ケンプカ（親衛隊中佐、ヒトラーの運転手） - ユルゲン・トンケル
- オットー・ギュンシェ（親衛隊少佐、総統警護隊員、ヒトラーの個人副官） - ゲッツ・オットー（風間秀郎）
- フランツ・シェードレ（英語版）（親衛隊中佐、総統警護隊隊長） - イゴール・ブベンチコフ
- ローフス・ミッシュ（親衛隊曹長、総統警護隊員、電話交換手） - ハインリヒ・シュミーダー

国防軍
- ヘルマン・ゲーリング（国家元帥、空軍総司令官） - マティアス・グネーディンガー
- ローベルト・リッター・フォン・グライム（空軍元帥、空軍総司令官） - ディートリッヒ・ホリンダーボイマー（廣田行生）
- ヴィルヘルム・カイテル（陸軍元帥、OKW総長） - ディーター・マン（益富信孝）
- アルフレート・ヨードル（陸軍上級大将、OKW作戦部長） - クリスチャン・レドル（天田益男）
- ハンス・クレープス（陸軍大将、陸軍参謀総長） - ロルフ・カニース（坂東尚樹）
- ヴィルヘルム・ブルクドルフ（陸軍大将、OKW筆頭副官） - ユストゥス・フォン・ドホナーニ（嶋崎伸夫）
- ヘルムート・ヴァイトリング（陸軍大将、首都防衛司令官） - ミヒャエル・メンドル（側見民雄）
- カール・コラー（空軍大将、空軍参謀総長） - ハンス・H・シュタインベルク（平勝伊）
- ハンナ・ライチュ（パイロット） - アンナ・タールバッハ（梶山はる香）

党幹部・側近
- マルティン・ボルマン（党官房長） - トーマス・ティーメ（廣田行生）
- ハンス・フリッチェ（宣伝省局長） - ミヒャエル・ブランドナー（廣田行生）

総統地下壕スタッフ
- ゲルダ・クリスティアン（秘書） - ビルギット・ミニヒマイアー（西崎果音）
- エルナ・フレーゲル（英語版）（看護師） - リザ・ボヤルスカヤ
- フリッツ・トルノウ（英語版）（ヒトラーの愛犬ブロンディの飼育担当） - デーヴィト・シュトリーゾフ（平勝伊）
- ヨハネス・ヘンチェル（英語版）（機械室担当） - オリヴァー・シュトリツェル
- コンスタンツェ・マンツィアーリー（調理担当） - ベッティナ・レートリヒ（ドイツ語版）

赤軍
- ワシーリー・チュイコフ（上級大将、赤軍第8親衛軍司令官） - アレクサンドル・スラスチン（大川透）

## 原作
- ヨアヒム・フェスト『ヒトラー 最期の12日間』鈴木直訳、岩波書店、2005年、
- トラウデル・ユンゲ、メリッサ・ミュラー（英語版）『私はヒトラーの秘書だった』足立ラーベ加代・高島市子訳、草思社、2004年

## 評価
- 戦後60年を迎えてなお、芸術作品におけるナチス政権下のドイツの描き方には制約が伴う中で、本作はアドルフ・ヒトラーを主題に据え、その役者にドイツの国民的俳優、ブルーノ・ガンツを起用した[1]（ガンツ自身はスイス出身）。ドイツ国内ではヒトラーの人間的側面に踏み込んだ描写が議論を呼んだものの、世論調査では7割近くが本作を肯定的に評価する結果となった[2]。監督のオリバー・ヒルシュビーゲルはインタビューにおいて、ヒトラーを「誰でも知っているのだが、誰もその実像を知らない」人物だとし、本作を契機に若者が過去の歴史的事実について考えてくれればと述べている[3]。
- アメリカ合衆国の映画評論サイトRotten Tomatoesによれば、批評家の一致した見解は「『ヒトラー 〜最期の12日間〜』はヒトラーの最期の日々を照らす、思慮深く、詳細な記録である。」であり、141件の評論のうち高評価は90%にあたる127件で、平均点は10点満点中8点となっている[4]。
- Metacriticによれば、35件の評論のうち、高評価は32件、賛否混在は3件、低評価はなく、平均点は100点満点中82点となっている[5]。
- 本作は第77回アカデミー賞アカデミー外国語映画賞にノミネートされた。また、2005年のBBC Four国際映画賞を獲得し[6]、2010年にはイギリスの映画誌である「エンパイア」誌による「国際映画100選」で48位に選ばれた[7]。

## 批判
本作はおおむね史実に依拠しているが、一部には事実と異なる部分がある他、いくつかの重要な事実についてあえて触れていない点を問題視する意見がある。
- トラウデル・ユンゲの父は熱狂的なナチ党員であり、また、彼女の夫ハンス・ヘルマン・ユンゲはSS将校であったが、これらの事実については作中で語られていない。冒頭の秘書採用試験でヒトラーは結婚前の姓であるフンプスで呼び、その後はユンゲ姓で通す（ハンスは1944年8月にフランスで戦死している）ことでわずかに言及されただけである。これらの点は彼女の証言の中立性に疑義を生じさせるものである。
- エルンスト＝ギュンター・シェンク親衛隊大佐は作中で良心的な人物として描かれているが、マウトハウゼン強制収容所において武装親衛隊のための栄養食の開発にあたって人体実験を行い、多数の犠牲者を出したとされる[9]。
- ヴィルヘルム・モーンケ親衛隊少将は作中で民間人の犠牲を回避するよう繰り返し訴える良心的な人物として描かれているが、史実においては少なくとも2度に渡り彼の指揮下の部隊が連合国軍の捕虜を虐殺した疑いが持たれている。

## パロディ
- 作中においてヒトラーが側近との会議中に激昂するシーンは動画投稿サイトにおいてパロディの題材として広く用いられている。YouTubeではドイツ語を英語字幕で面白おかしく置き換えたものが投稿され、話題となった[10]。一時は著作権法違反のクレームにより禁止の動きがあった[11]。
- 監督のオリバー・ヒルシュビーゲルは一連のパロディに対して好意的な姿勢を示している[12]。
- 日本においても、このシーンのパロディは多く存在する。主にニコニコ動画において「総統閣下シリーズ」と題されたこの作品群はネット上で話題になっている事柄などを対象としたもので、あるフレーズが日本語に聞こえるいわゆる「空耳」が特徴となっている[13]。｢畜生め(ドイツ語: Sie ist ohne Ehre)｣｢おっぱいぷるんぷるん(ドイツ語:und betrogen worden)｣「it's判断力が足らんかった（ドイツ語:Ich hätte es auch tun sollen）」「鯛が食べたい！(ドイツ語:Angriff auf Steiner）」など様々な空耳が確認できる。
- 2012年頃からは中国の動画サイトでも大ブームとなり、日本とは異なった中国語独自の空耳も存在する（詳細はzh:希特拉的最後12夜#元首的憤怒（網絡迷因）を参照）。
- ニコニコ動画は2012年に、最も有名な作中約4分間のパロディーシーン以外の約151分間を無料で見られるオンライン映画上映会を実施した。残りの4分間を視聴するためには支払いが必要であった[14]。
- 2014年に開催された第27回ヘルシンキ国際映画祭の予告映像でもこの映画のパロディシーンが使われた[15]。
- パロディの題材として有名になったこのシーンは、2015年のドイツ映画『帰ってきたヒトラー』の中でも、テレビ局のプロデューサー（ゼンゼンブリンク）（演者はクリストフ・マリア・ヘルプスト（英語版））が激怒するシーンとして再現されている[16]。
- 2024年にはニコニコ動画で、ハッキング被害からの復活を祝い、無料で全ての映画を見られるイベントを開催した。約三時間の今作が四回ループの計12時間流れる仕様となっていた。

## 販売形態

### DVD
- ヒトラー 〜最期の12日間〜 スタンダード・エディション （2006年11月10日発売）
- ヒトラー 〜最期の12日間〜 スペシャル・エディション （2006年1月14日発売）
  - メイキング、インタビューなどの映像特典あり。二枚組。
- ヒトラー 〜最期の12日間〜 エクステンデッド・エディション<終極BOX> （2006年11月10日発売）
  - 本編に20分の未公開シーンを追加。日本語吹き替えなし。特典映像に加え、ユンゲ秘書官のドキュメンタリーも収録。三枚組。